# 鞑靼斯坦共和国共产党
鞑靼斯坦共和国共产党是俄罗斯联邦主体之一鞑靼斯坦共和国的一个已不存在的共产主义政党。该党成立于1991年。它的领导人是罗伯特·萨迪科夫。1997年，该党并入俄罗斯联邦共产党。